# Okrug 9
Okrug 9 je znanstveno-fantastični akcijski film iz 2009. godine koji je režirao Neill Blomkamp, a producenti su Peter Jackson i Carolynne Cunningham. Riječ je o koprodukciji Novog Zelanda, Sjedinjenih Američkih Država i Južne Afrike. Među glavnim glumcima su Sharlto Copley, Jason Cope i David James.

## Uloge
- Sharlto Copley kao Wikus van de Merwe
- Jason Cope kao Christopher Johnson
- David James kao pukovnik Koobus Venter
- Vanessa Haywood kao Tania Smit-van de Merwe, Wikusova supruga
- Eugene Wanangwa Khumbanyiwa kao Obesandjo
- Louis Minnaar kao Piet Smit, direktor MNU-a i Wikusov svekar
- Kenneth Nkosi kao Thomas
- William Allen Young kao Dirk Michaels
- Robert Hobbs kao Ross Pienaar
- Nathalie Boltt kao Sarah Livingstone, sociologinja sa Sveučilišta Kempton Park
- Sylvaine Strike kao Katrina McKenzie, liječnica iz Odjela za socijalnu pomoć
- John Sumner kao Les Feldman
- Nick Blake kao Francois Moraneu
- Jed Brophy kao James Hope, šef policije
- Vittorio Leonardi kao Michael Bloemstein
- Johan van Schoor kao Nicolaas van de Merwe, Wikusov otac
- Marian Hooman kao Sandra van de Merwe, Wikusova majka
- Jonathan Taylor kao Doctor
- Stella Steenkamp kao Phyllis Sinderson, Wikusova suradnica
- Tim Gordon kao Clive Henderson, entomolog sa Sveučilišta WLG
- Nick Boraine kao Weldon
- Trevor Coppola kao MNU-ov plaćenik
- Morne Erasmus kao liječnik